# 黛西的球
黛西的球是由美国插画家、作家与小提琴家克里斯·拉什卡于2011年编写的儿童无字绘本，讲述了小狗黛西最喜欢的的红球被别的狗弄碎后感到怏怏不乐，后来又重新获得一个新的蓝球的故事。此书之插图使作者获2012年凯迪克奖金奖。虽创作历经数年时间，但因其能唤起读者的情感而获赞扬。此书采用水彩绘制，其粗笔技巧亦被评论。2013年，续集《黛西迷路了》出版。